# Synema marlothi
Synema marlothi är en spindelart som beskrevs av Dahl 1907. Synema marlothi ingår i släktet Synema och familjen krabbspindlar. Inga underarter finns listade i Catalogue of Life.